# Carnivores Ice Age
Carnivores Ice Age é o terceiro jogo da saga do Carnivores. No 1º e no 2º jogo, se caçava dinossauros. Quanto ao Carnivores Ice Age, se caça animais da Era do Gelo.

## Animais para troféu
São 10 animais para se caçar no jogo:
- Brontotherium
- Javali
- Lobo
- Rinoceronte Lanoso
- Diatryma
- Tigre-Dente-De-Sabre
- Mamute
- Urso
- Yeti

## Animais do ambiente
- Porco
- Archeopterix